# 吾平町
吾平町（あいらちょう）は、2005年まで鹿児島県本土の南東、大隅半島の中ほどにあった町。
2006年1月1日、鹿屋市・輝北町・串良町と対等合併して、新市制の鹿屋市となった。現在は鹿屋市のうち旧吾平町域の大字に冠する地名である。キャッチフレーズは美里吾平（うましさとあいら）。
「吾平」の表記は、神代三山陵のひとつである吾平山上陵に由来する。同じ鹿児島県の姶良町（現在の姶良市）とは読みが全く同じである。

## 地理

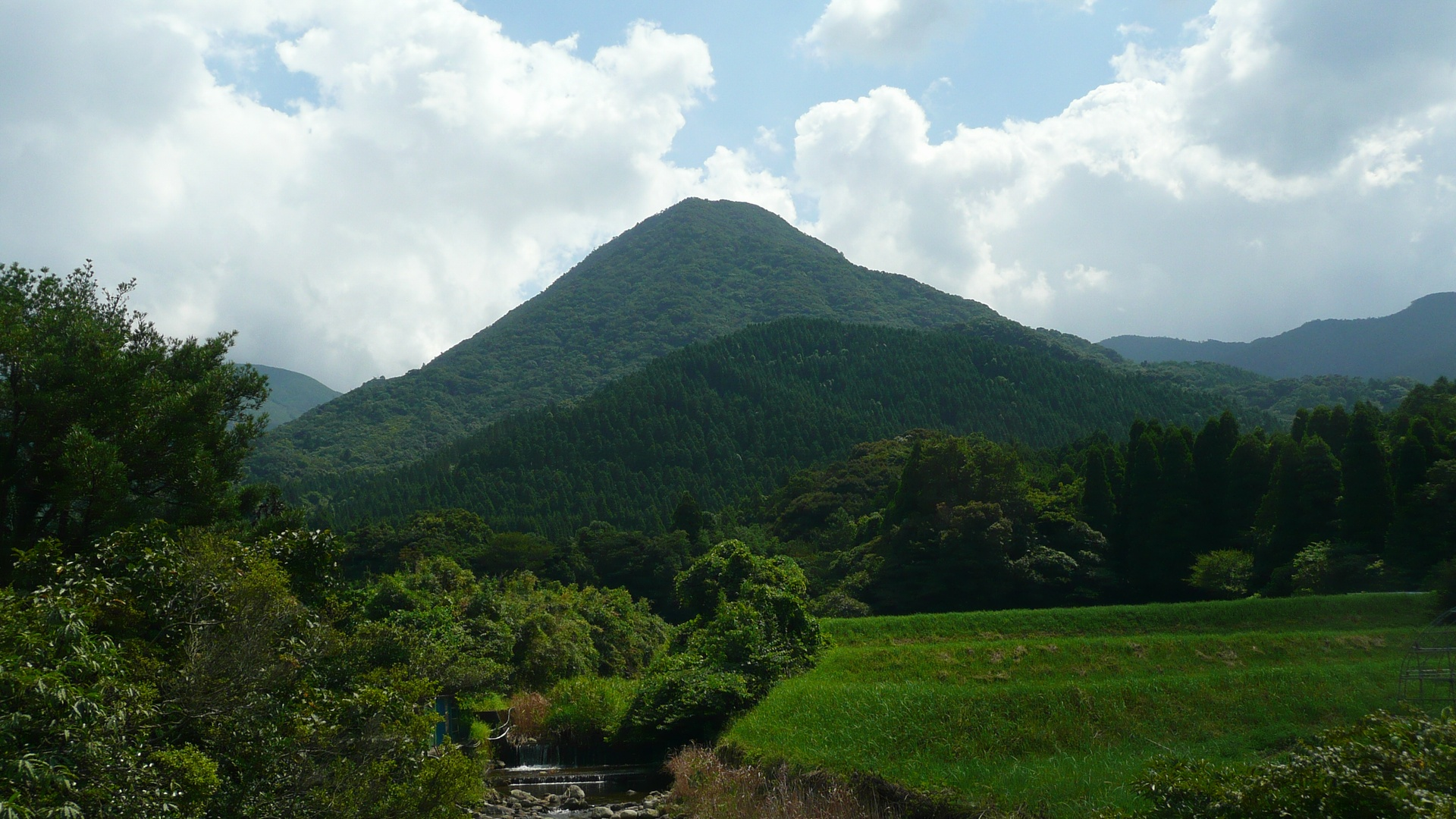
中岳（吾平富士）

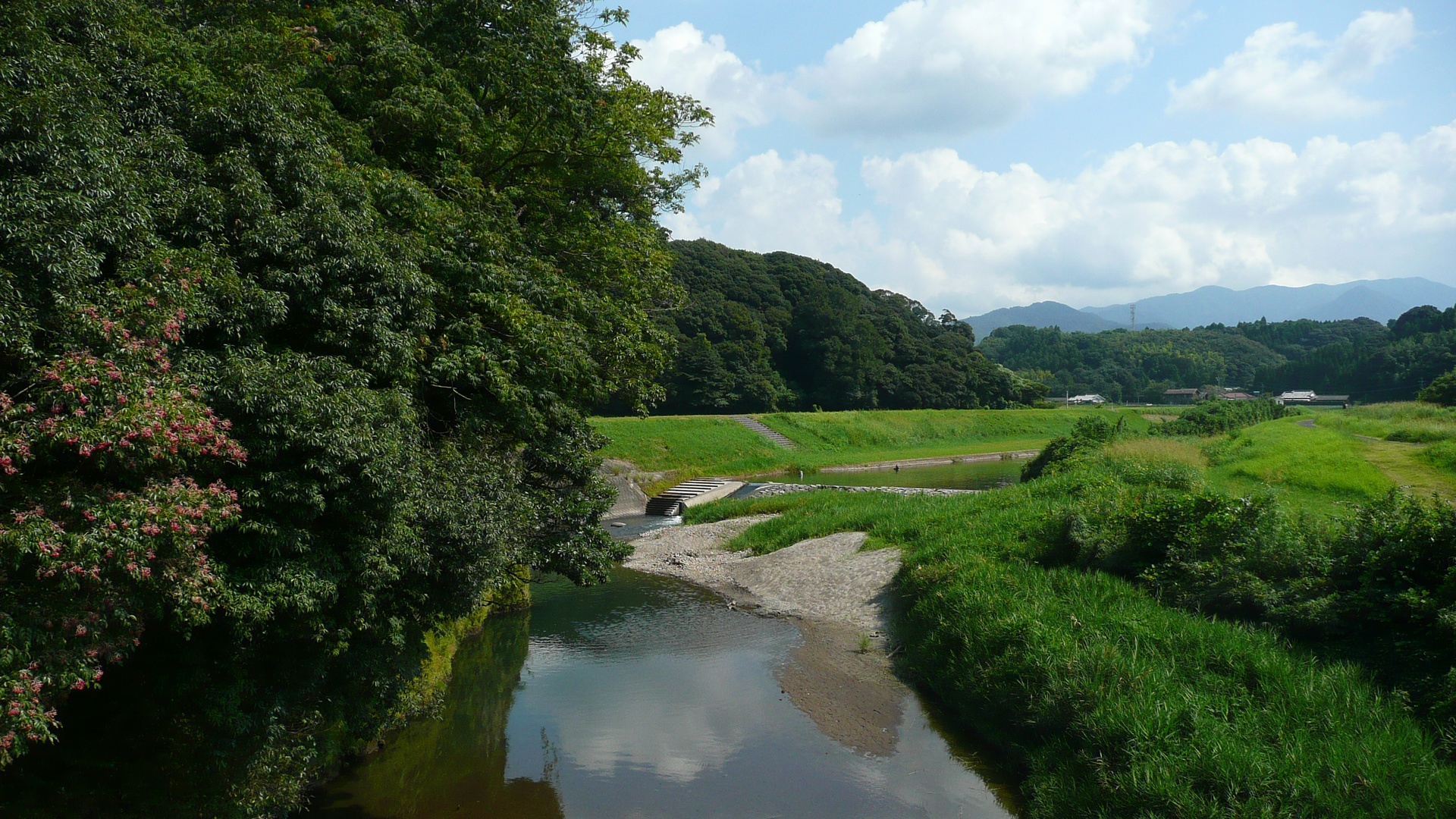
姶良川

北部は肝属平野の沖積平野、南部は肝属山地（国見山系）に大別される。山地と平野の間にはシラス台地が広がる。国見山系を源とする姶良川・苫野川（肝属川水系）が北流する。2つの川は町中央部で合流し姶良川となり、町北端で肝属川に合流する。
集落の多くはシラス台地の外縁に分布している。
- 山：中岳（吾平富士）
- 河川：姶良川（肝属川支流）

### 地名
町内の地域区分には、住所の表記に使用される大字（明治時代以前の「村」に相当する）による区分と、小学校の学区を基にした区分がある。
日常生活上では集落名が主に用いられ、行政でも『広報あいら』（町の広報誌）や鹿屋市の条例などで使用されている。かつては町内会も集落ごとにおかれていたが、再編により小学校区ごとに1-4か所にまとめられている。
住所名と小学校区は必ずしも一致しない。例として、町南西部の金山集落は住所上は「下名」の飛地だが、小学校の学区では「鶴峰地区」にあたる。

#### 大字による区分
町内には下名（しもみょう）、麓（ふもと）、上名（かんみょう）があり、飛地を考慮しない場合、姶良川の上流から順に上名・麓・下名が位置する。2010年以降は大字に「吾平町」を冠している（例：鹿屋市吾平町麓）。
上名（かんみょう）
町中部。南西に下名の飛地、南東に麓の飛地が隣接する。
麓（ふもと）
町中北部。町役場がある。町南東部に薪炭採取用の飛地（神野地区）がある。
下名（しもみょう）
町北部。姶良川・肝属川の氾濫回避のため集落は微高地である「井神島」やシラス台地に分布する。町南西部に薪炭採取用の飛地がある。

#### 小学校の学区による区分
神野地区・鶴峰地区・中央地区（吾平小学校区）・下名地区がある。
神野地区
町南東部。住所上は麓の飛地にあたる。
鶴峰地区
町中部から南西部にかけての地域。住所上は上名の大部分、下名の飛地にあたる。
中央地区
町中北部。住所上は麓（飛地を除く）、上名の一部にあたる。
下名地区
町北部。住所上は下名（飛地を除く）にあたる。

### 隣接していた自治体
北西に鹿屋市、東に肝属郡肝付町、南西に錦江町が隣接していた。

## 歴史

### 吾平と姶良
（文字としての）「吾平」の初出は720年の歴史書『日本書紀』の吾平山上陵に関する記述であるが、『続日本紀』の大隅国設置に関する記述では「姶羅郡」とあり、平安時代以降も『延喜式』で「姶良」、『和名類聚抄』で「姶羅郡」「大隅郡姶﨟郷」と記されている。1197年の『大隅国図田帳』には荘園のひとつとして姶良荘と記されている。この後も江戸時代は薩摩藩の行政区域「姶良郷」（外城）、1889年の町村制実施時にも姶良村して発足するが、1947年の町制施行の際に「吾平」に戻された。

### 吾平山上陵

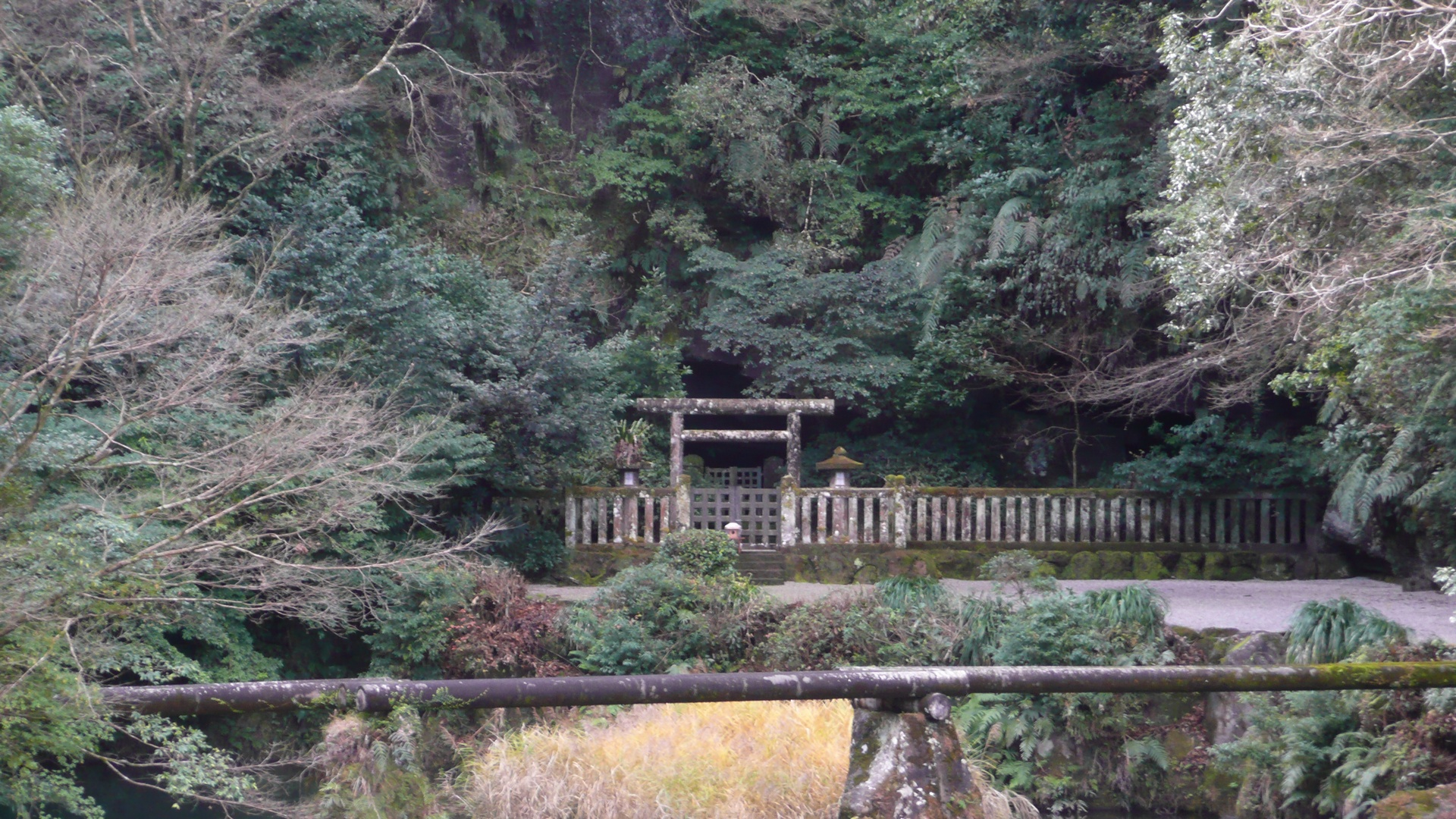
吾平山上陵

吾平山上陵の位置について『日本書紀』には「ウガヤフキアエズが日向国の吾平山上陵に葬られた」と記されている。
日向国というと宮崎を連想するが、『日本書紀』が記述された時代には南九州一帯が'日向'と呼ばれていた。
近世薩摩藩の地誌『三国名勝図会』には吾平山上陵が鵜戸神社（当時は山陵内に鎮座）とともに掲載された。
1874年、吾平町の吾平山上陵は明治政府に「比定」された（可愛山陵・高屋山上陵も鹿児島県内に比定されている）。
現在は宮内庁書陵部の管轄である。
「吾平山上陵」は吾平町を象徴するものである。上述のように「あいら」の表記は吾平山上陵に由来し、町章も吾平山上陵にちなんだ八咫鏡を図案化したものである。広報紙『広報あいら』は2000年ごろまで表紙に吾平山上陵を採用しており、『閉町記念誌 吾平のあゆみ』（2005年）の表紙・裏表紙も吾平山上陵であった。

### 縄文時代・弥生時代
縄文時代の遺跡は町西部の台地に集中してみられる。弥生時代の遺跡は町全域に分布する。

### 古墳時代
肝属平野、特に志布志湾沿岸地域には大規模古墳群が集中するが、吾平町においても地下式横穴墓や円墳などが分布している。2005年には名主原遺跡（みょうずばる）から6基の地下式横穴墓が発見された。

### 古代
大隅国設置時（713年）の4郡に「姶羅郡」があるが、平安中期の辞書『和名類聚抄』では姶﨟郷は大隅郡所属とされている。姶羅郡の郷には「鹿屋」「串良」など吾平町に隣接する地域の名称がみられる。
当時の大隅郡・姶羅郡・肝属郡の正確な位置関係は不明であるが、『角川日本地名大辞典』では、吾平町域が大隅郡と姶羅郡の境界上にあり、大隅国の設置以前は「姶良地方」と呼ばれた地域が存在した、と推測している。

### 中世
1197年の『大隅国図田帳』に大隅国正八幡宮（鹿児島神宮）領として姶良荘が記されている。これとは別に島津荘寄郡として「姶良西俣」があり、現在の鹿屋市飯隈町（西俣小学校付近）に比定される。
南北朝時代以降は東隣の高山から肝付氏の勢力が及ぶが、1574年に肝付氏は伊地知氏とともに島津氏に降伏。1577年に高山を除く肝付氏の所領が没収され、姶良は島津氏領となった（1588年から1595年は伊集院忠棟の私領）。

### 江戸時代
江戸時代は薩摩藩（島津氏）領となり、姶良郷（外城）として統治された。外城には郷士の居住する「麓集落」がおかれたが、姶良郷においては町役場（現在の総合支所）北部一帯に位置した。
中世以前には吾平町域に町村・浅井村・萩原田村の3村、1602年時点では姶良郷内に上名・下名の2村があったが、延宝年間（1673年-1681年）に上名（旧 町村）・下名（旧 荻原田村）・麓（旧 浅井村）の3村に改められた。3村は現在も大字として残置されている。
明暦年間から寛文年間（1655年-1673年）ごろにかけて新田開発がなされた。労働力を必要とした薩摩藩は薩摩半島（西目）から多くの農民を移住させた。
1824年の『姶良名勝誌』によると姶良郷の人口は2,999人、石高は6,937石であった。

### 近現代

#### 第二次世界大戦前
1871年7月、薩摩藩は廃藩置県により鹿児島県となったが、同年11月から1873年1月まで旧大隅国は都城県所属であった。
1889年の町村制実施時に姶良郷一帯にあった上名村・麓村・下名村が合併し姶良村が成立。1920年末に大隅鉄道（後の大隅線）が開通した。
1938年10月15日に接近した台風による水害は村内に甚大な被害をもたらし、死者75名、行方不明者13名、家屋流出112戸の惨事となった。この後姶良川の改修が本格的に進められ、現在は1938年ほどの被害は抑制されている（肝属川#歴史も参照）。

#### 町制施行
1947年10月15日に「水害からの復興記念」として町制を施行し、「姶良」を「吾平」に改めた。改称の理由は「姶良」が大姶良村（1941年に鹿屋町・花岡村と合併）や姶良郡と混同されるためであった。
この姶良郡は江戸時代、始羅郡（しら）と呼ばれていたが、これが『続日本紀』『和名類聚抄』の姶羅郡（あいら）と混同され、明治初期に姶良郡（あいらぐん）に統一されたものである。鹿児島湾の北西に位置した姶良町（あいらちょう、現在は姶良市の一部）はこの郡名に由来するが、姶良町の発足は1955年であり、「姶良村」と「姶良町」が同時期に存在したことはない。
姶良町と読みが同一であることから、報道などでは吾平町を「肝属郡吾平町」「大隅半島の吾平町」、
姶良町を「姶良郡姶良町」と区別していた。

#### 過疎化

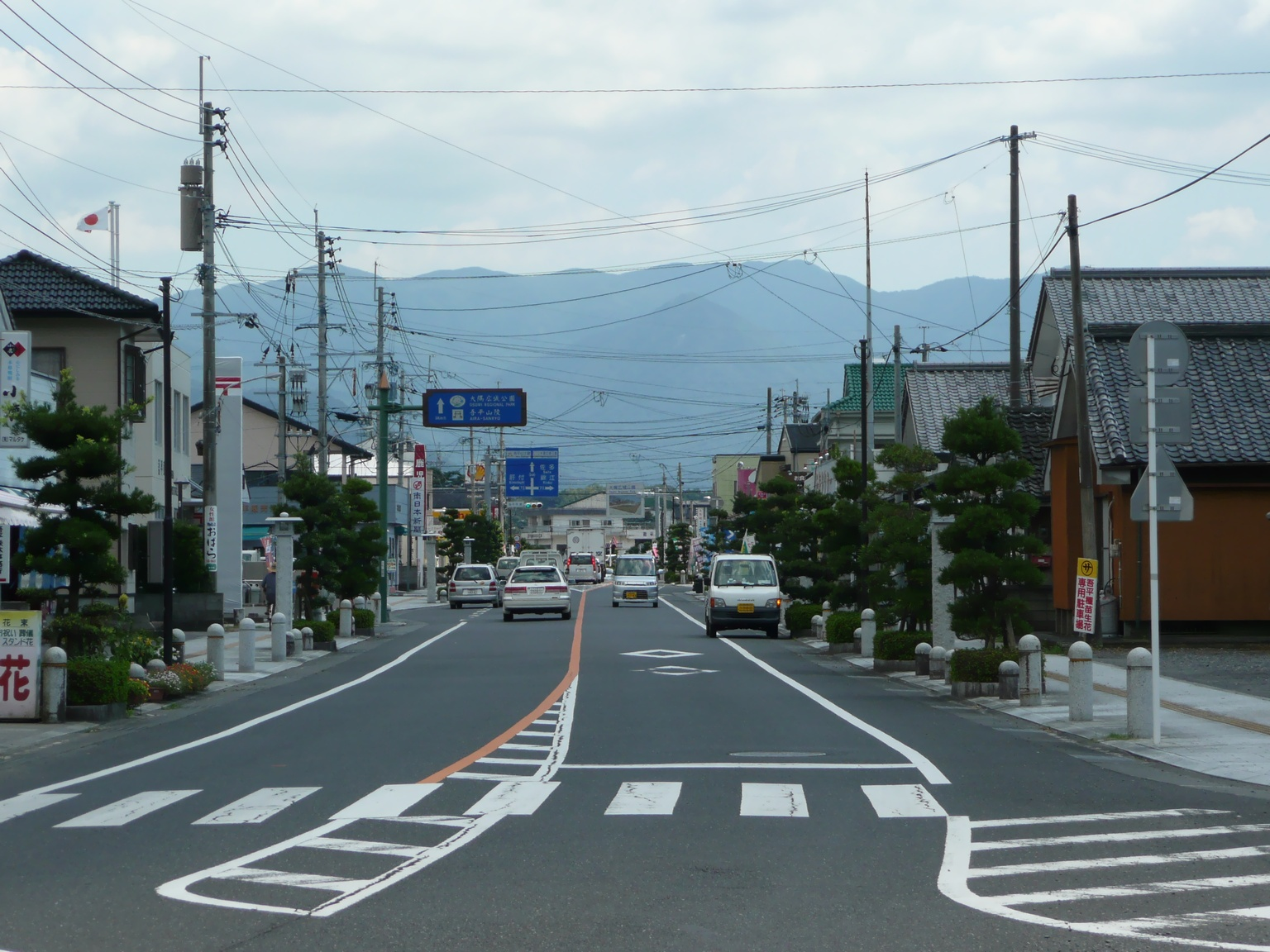
鵜戸神社から商店街を望む

1960年に人口のピークとなる11,369人を記録したが、高度経済成長期の若年者の流出、それ以降は少子高齢化が要因になり人口は減少傾向となった。1970年に8,000人を下回り、同年5月、吾平町が過疎地域に指定された。1990年以降は7,300人台で推移している。
1990年代以降、町北部の下名地区を中心として団地が造成され、町中心部の拡幅工事も実施されたのに対し、町南部の鶴峰・神野地区では道路整備が進められながらも過疎化が深刻な状況となっている。神野小学校の児童数は数名程度であり、学校の存続も危ぶまれている。

#### 鹿屋市との合併
鹿屋市との合併の機運は昭和期にも2度みられたが、いずれも吾平町が自立を望んだため頓挫した。
最初の機運は1941年の鹿屋町・大姶良村・花岡村・姶良村の4町村による合併・市制施行であった。鹿屋・大姶良・花岡の議会が全会一致であったのに対し、姶良村議会のみが賛成に至らず、姶良村を除いた3町村が合併して（旧）鹿屋市が発足した。
次の機運は町村合併促進法に基づいた昭和の大合併によるものであった。鹿児島県は始め高山町・吾平町の合併を計画していたが、吾平町側が「高山が中心となり吾平が衰退する」として反対。県は合併案を鹿屋市・吾平町の2市町に変更したが、吾平町は鹿屋市の財政難や旧大姶良村が衰退したことを理由に反対した。
3度目の機運は平成の大合併によるものであった。2003年、吾平町は鹿屋市・垂水市・輝北町（串良町は2004年に参加）との枠組みで2005年の合併を目指した「大隅中央法定合併協議会」を設置し合併協議を進めた。ところが、垂水市が合併協議会から離脱し、鹿屋市側も新市名として決定していた「大隅市」に異議を唱えた。吾平町・鹿屋市・輝北町・串良町は2004年7月に「大隅中央合併協議会」を改めて設置。新市名も「鹿屋市」と決定され、同年11月26日に合併協定調印式が挙行された。新市名や市章、市旗はいずれも旧鹿屋市から引き継がれているものの、合併方式は新設合併（4市町を廃止し、新たに鹿屋市を設置する）であった。2005年12月11日に閉町式を挙行。2006年1月1日に合併・新鹿屋市が発足し、旧吾平町域は地域自治区となった（2009年まで）。

#### 年表（近現代）
1872年以前は旧暦。
- 1871年（明治4年）
  - 7月14日 - 廃藩置県により薩摩藩領が鹿児島県となる。
  - 11月14日 - 廃藩置県後の府県合併により姶良は都城県に属す。
- 1873年（明治6年）
  - 1月15日 - 都城県廃止（初代宮崎県の設置）により姶良は鹿児島県に属す。
  - 2月 - 鹿児島県第61郷校（現在の吾平小学校）が開校。
- 1874年（明治7年）7月10日 - 政府が吾平山上陵をウガヤフキアエズの陵墓と治定する。
- 1889年（明治22年）4月1日 - 姶良村成立。
- 1907年（明治40年）3月21日 - 姶良郵便局（現・吾平郵便局）が設立される。
- 1920年（大正9年）12月23日 - 大隅鉄道の姶良駅（後の国鉄大隅線吾平駅）が開業。
- 1926年（大正15年） - 2代目の姶良村役場が完成。
- 1935年（昭和10年）11月18日 - 昭和天皇が吾平山上陵を参拝。

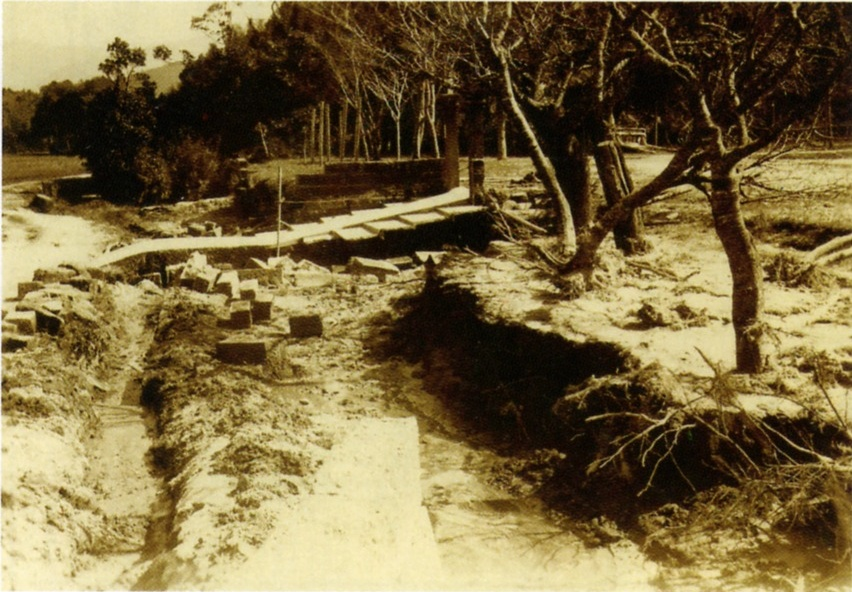
流出した鶴峰小学校正門（1938年10月）

- 1938年（昭和13年）10月15日 - 台風襲来による大水害が発生。姶良村内の死者・行方不明者は88名。
- 1947年（昭和22年）10月15日 - 町制施行により吾平町が発足。町制施行の際「姶良」を「吾平」と改めた。
- 1948年（昭和23年）3月31日 - 吾平町農業協同組合が発足（1983年に肝付吾平町農業協同組合に名称変更、JA肝付吾平町）。
- 1962年（昭和37年）
  - 3月 - 吾平町役場（現鹿屋市吾平総合支所）が完成。
  - 5月9日 - 当時の皇太子・皇太子妃（上皇・上皇后）が吾平山上陵を参拝。
- 1965年（昭和40年）4月 - 「広報あいら」の第1号が発刊。当時は「あいら」が漢字で表記されていた（吾平）。
- 1971年（昭和46年）5月 - 地域集団電話を導入（1981年11月18日まで）。
- 1975年（昭和50年）6月18日 - 電話が自動化される。
- 1987年（昭和62年）
  - 3月14日 - 国鉄大隅線廃止。
  - 10月1日 - 町の花木をサクラ、町の木をヒゼンマユミ、町の花をツワブキと制定。町の花は鹿屋市の旧吾平町域における「地域の花」として引き継がれている。
- 1988年（昭和63年）3月31日 - 鹿屋農業高等学校吾平分校が閉校。
- 1991年（平成3年）
  - 3月25日 - 『吾平町誌』を刊行（上・下巻）。
  - 3月31日 - 神野中学校が閉校。
- 1993年（平成5年）2月1日 - オフトーク通信を開始。2006年以降も継続している。
- 1994年（平成6年）
  - 7月14日 - 大隅広域公園が一部開園。
  - 8月11日 - 吾平駅跡に鉄道資料館が完成。
- 1998年（平成10年）
  - 2月 - 吾平町の公式ウェブサイトが開設される。アーカイブが閲覧可能（#外部リンクを参照）。
  - 12月 - 「湯遊ランドあいら」開業。
- 2005年
  - 12月 - 神野地区に「ウォーターパール館」が完成。
  - 12月11日 - 閉町式を挙行。
- 2006年1月1日 - 鹿屋市・輝北町・串良町と合併し、新市制の鹿屋市が発足。吾平町域は地域自治区「吾平町」となる（2009年まで）。
- 2010年1月1日 - 地域自治区「吾平町」が廃止。吾平町は鹿屋市の地名として残置された。

## 行政
- 町長：井神五哉

### 歴代町長・村長
1889年の町村制実施以降の姶良村・吾平町長を記載する。表記は『閉町記念誌 吾平のあゆみ』6頁に基づく。
| 代                   | 氏名           | 就任期間                     |
| -------------------- | -------------- | ---------------------------- |
| 初代村長             | 松山源五左衛門 | 1889年-1895年                |
| 第2代                | 田野邊唯二     | 1895年-1897年                |
| 第3代                | 鎌田禎蔵       | 1897年-1899年・1900年-1902年 |
| 第4代                | 黒石慶之介     | 1899年-1900年・1902年-1904年 |
| 第5代                | 鎌田栄介       | 1904年-1909年・1917年-1922年 |
| 第6代                | 田野邊主税     | 1909年-1915年                |
| 第7代                | 松山貫一       | 1915年-1917年                |
| 第8代                | 野田勇次郎     | 1917年・1924年-1928年        |
| 第9代                | 東桂木亀吉     | 1917年                       |
| 第10代               | 門田亀吉       | 1922年-1924年                |
| 第11代               | 松下嶽男       | 1928年-1939年・1943年-1945年 |
| 第12代               | 宮原興助       | 1939年-1943年                |
| 第13代村長・初代町長 | 坂口助次郎     | 1946年-1955年                |
| 第2代                | 長崎貞治       | 1955年-1971年                |
| 第3代                | 吉留綱雄       | 1971年-1991年                |
| 第4代                | 野尻辰雄       | 1991年-2003年                |
| 第5代                | 井神五哉       | 2003年-2005年                |

## 経済

### 産業
- 主な産業
  - 農業（畜産、米作）
- 第1次産業就業者数：792人
- 第2次産業就業者数：1,151人
- 第3次産業就業者数：1,691人

## 地域

### 人口
2005年10月時点の総人口は7,357人。世帯数は2,852。高齢化率は29.1%。
過去の人口については以下の表を参照。1925年以降は国勢調査に基づく。
| 年     | 人口（人） | 出典                             |
| ------ | ---------- | -------------------------------- |
| 1824年 | 2,999      | 『姶良名勝誌』                   |
| 1925年 | 6,854      | 国勢調査                         |
| 1935年 | 7,903      | 国勢調査                         |
| 1947年 | 10,487     | 『閉町記念誌 吾平のあゆみ』4頁。 |
| 1950年 | 10,825     | 国勢調査                         |
| 1960年 | 10,364     | 国勢調査                         |
| 1970年 | 7,933      | 国勢調査                         |
| 1980年 | 7,507      | 国勢調査                         |
| 1990年 | 7,392      | 国勢調査                         |
| 1995年 | 7,348      | 国勢調査                         |
| 2000年 | 7,353      | 国勢調査                         |
| 2005年 | 7,357      | 国勢調査                         |

### 教育
- 吾平町立吾平小学校 - 1873年2月に鹿児島県第61郷校として開校。1910年に現在地に移転。
- 吾平町立鶴峰小学校 - 1880年に上名小学として開校、1892年12月に現在地に移転し、鶴峰尋常小学校と改称。
- 吾平町立神野小学校 - 1918年6月17日に鶴峰尋常小学校東岳分教場として開校、1924年に現在地に移転、1941年5月20日に神野国民学校として独立。
- 吾平町立下名小学校 - 1899年7月21日に下名尋常小学校として開校。
- 吾平町立吾平中学校 - 1947年開校。開校当初から「吾平」表記である。

この他、1991年に閉校された神野中学校（1947年に吾平中学校の分校として設置、1954年独立）があった。

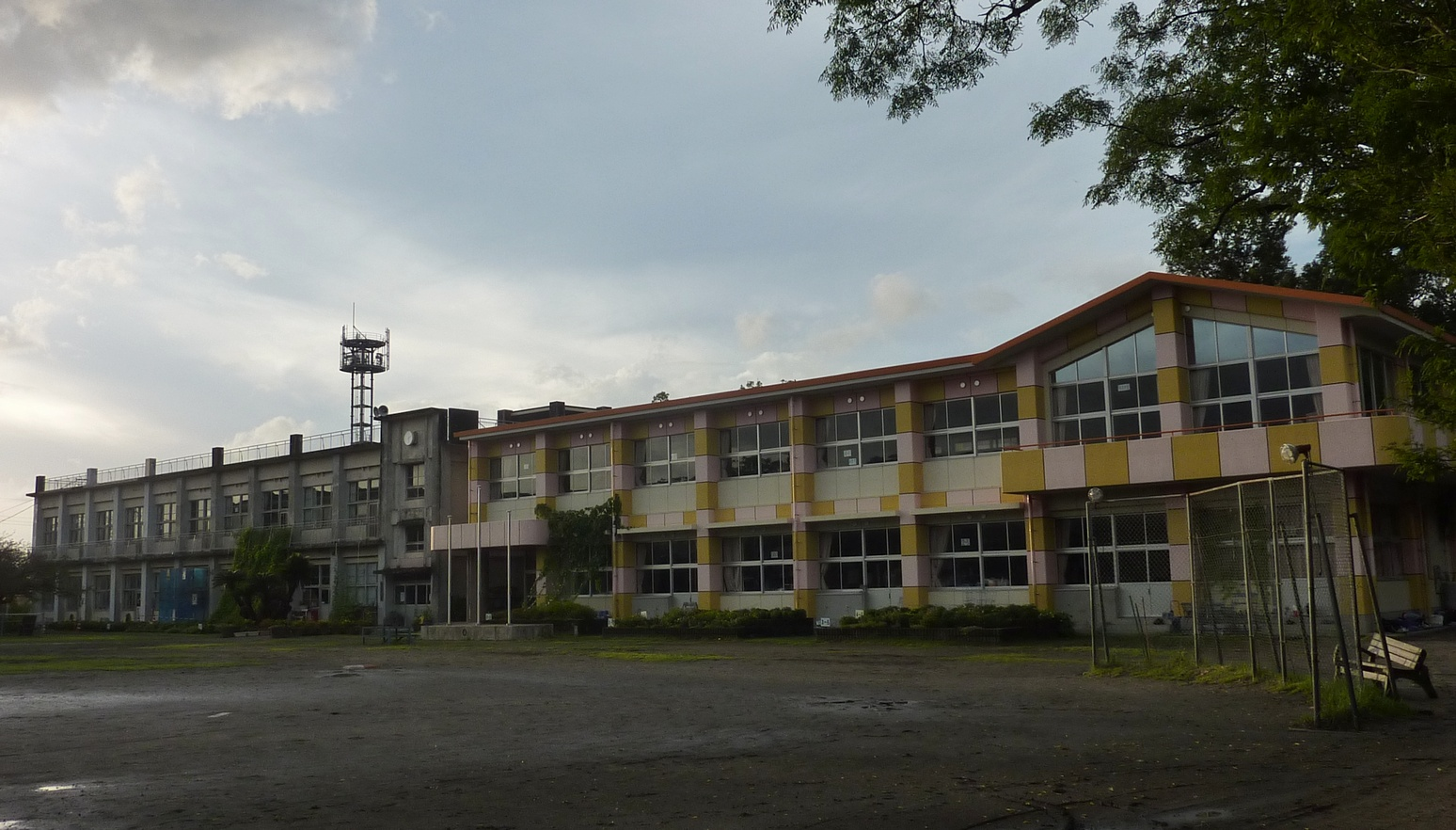
吾平小学校
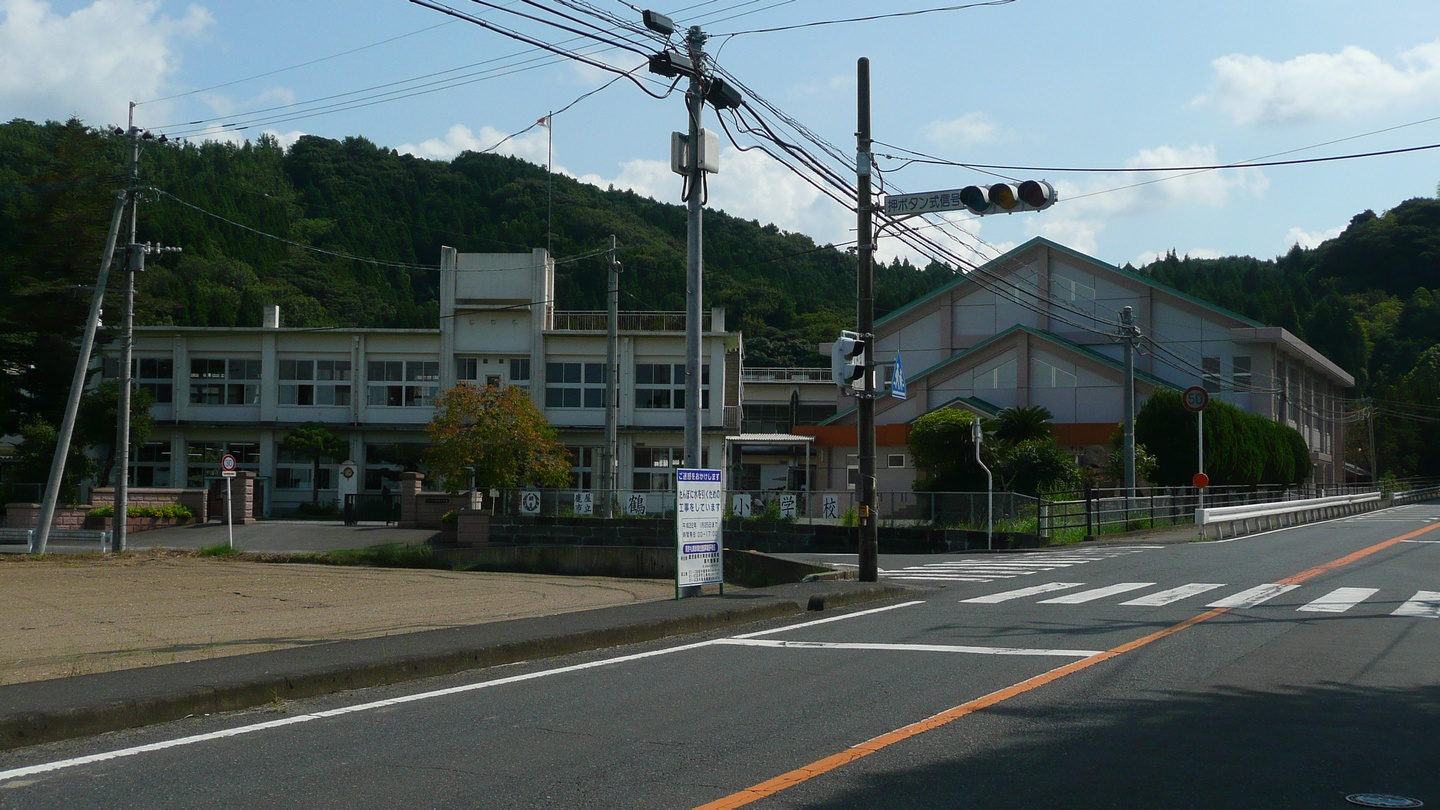
鶴峰小学校
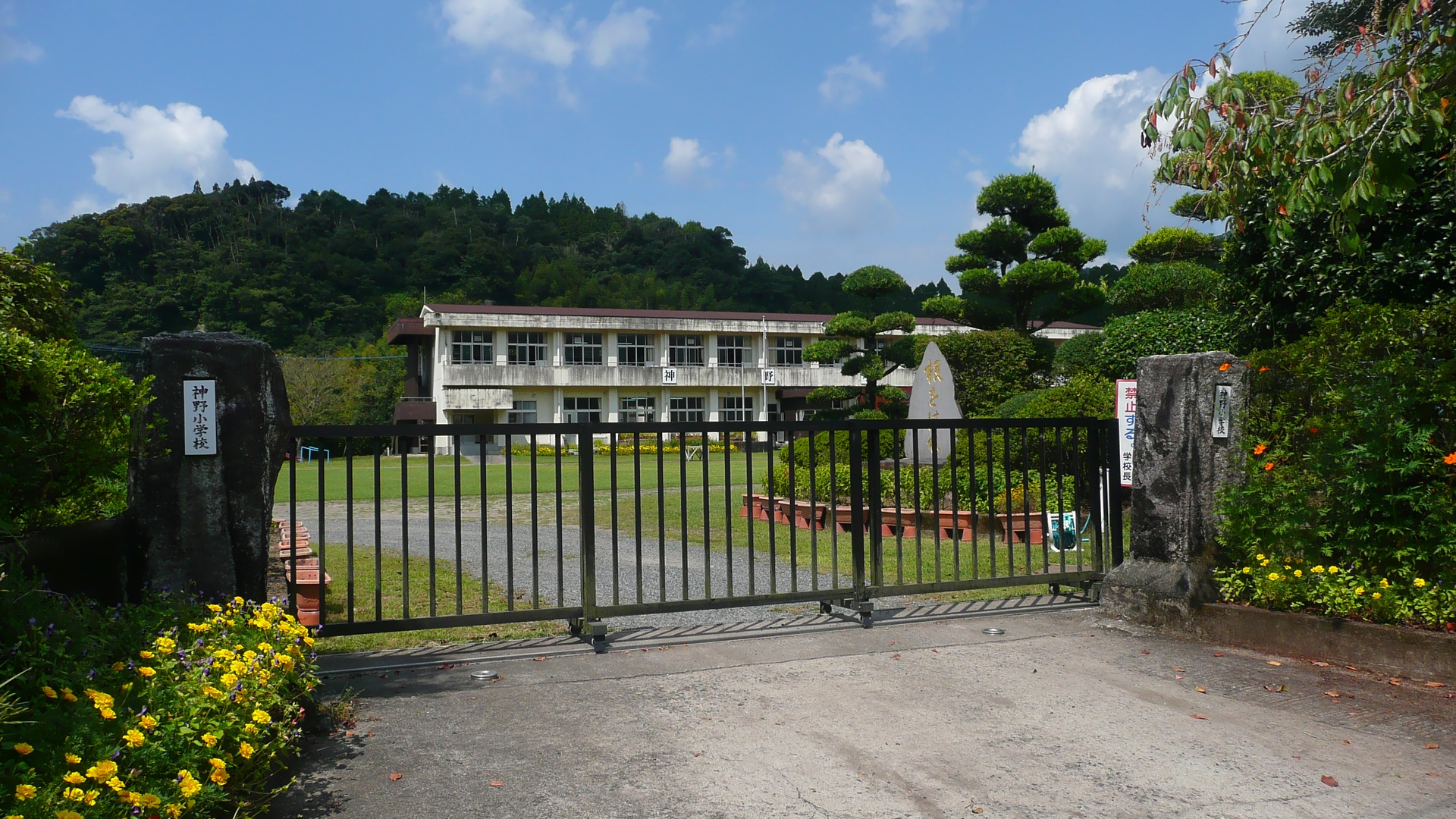
神野小学校
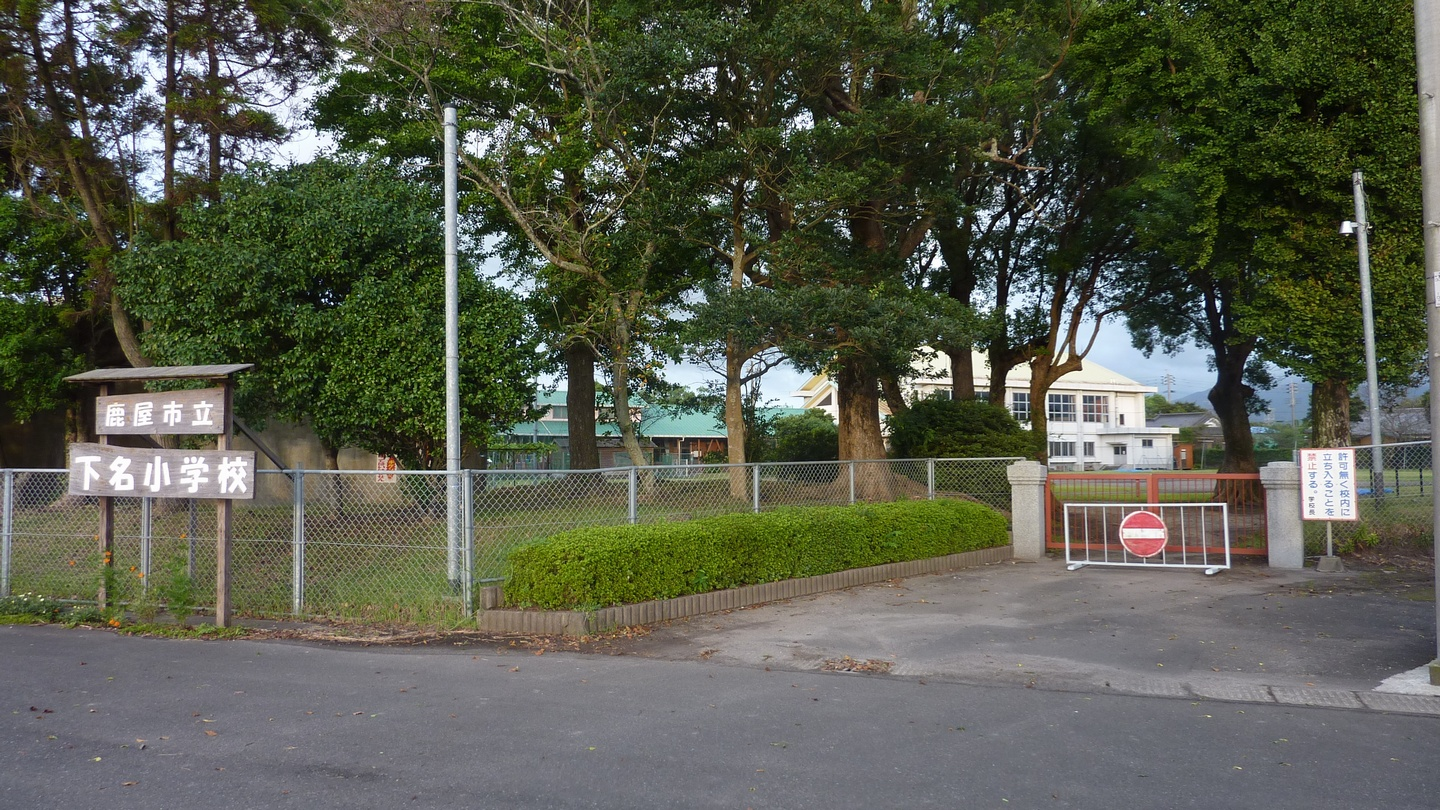
下名小学校
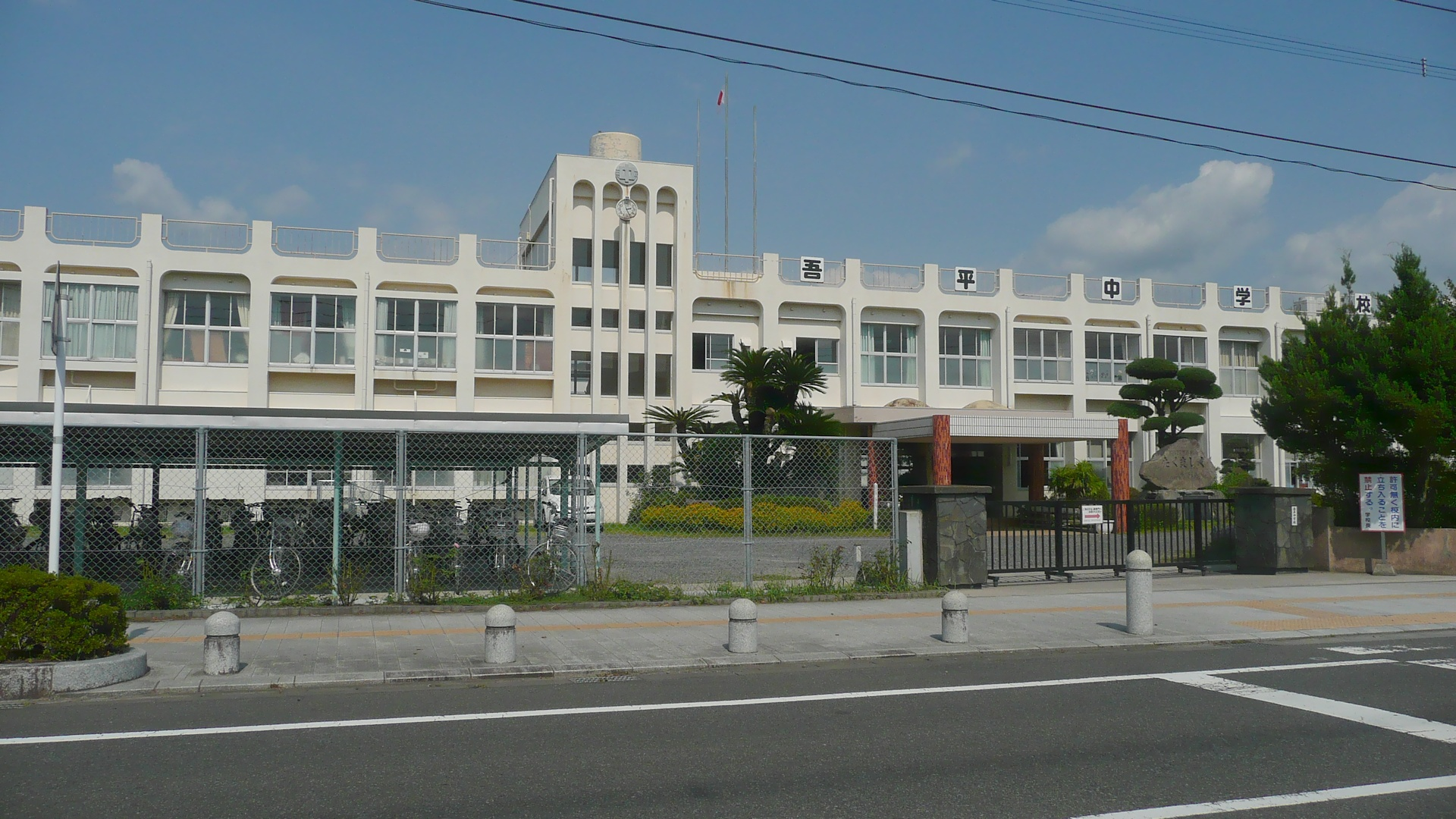
吾平中学校

## 交通
- 最寄り空港は鹿児島空港。
- 町内を通る鉄道はない。かつて国鉄大隅線が通っており、町内には吾平駅が設置されていた。現在の最寄り駅は国分駅（日豊本線）または志布志駅（日南線）。

### 道路
町内には2本の主要地方道（県道）が通過している。鹿児島県道68号鹿屋吾平佐多線は南北を通り、鹿屋市街地と錦江町を結ぶ。鹿児島県道73号鹿屋高山串良線は東西を通り、鹿屋市大姶良地区と肝付町高山地区を結ぶ。2本の主要地方道は市街地で交差し、その交差点から一般県道折生野神野吾平線（県道544号）が南方向（吾平山上陵・神野地区方面）へ延びる。
最寄りの高速道路は宮崎自動車道の都城インターチェンジ（宮崎県都城市）。

## 名所・旧跡・観光スポット・祭事・催事
- 吾平山上陵
- 九州自然歩道
- 大隅広域公園
- 吾平町鉄道資料館（旧大隅線吾平駅跡）